# BFC Viktoria 1889
BFC Viktoria 1889 – niemiecki klub piłkarski, istniejący w latach 1889–1945 i 1945–2013, który miał siedzibę w mieście Berlin, w dzielnicy Tempelhof. W 1900 roku był jednym z założycieli Niemieckiego Związku Piłki Nożnej.
W roku 1894 Niemiecki Związek Piłki Nożnej i Krykieta zorganizował finał rozgrywek o mistrzostwo Niemiec, w którym w Berlinie zmierzyć się miały TuFC Viktoria 89 Berlin z FC Hanau 93. Zespół Hanau nie przystąpił do meczu, gdyż klubu nie stać było na 400 kilometrową podróż do stolicy, w efekcie czego pierwszym mistrzem Niemiec została Viktoria.
Klub został rozwiązany w 2013 roku, kiedy to po fuzji z Lichterfelder FC powstała FC Viktoria 1889 Berlin (obecnie występująca w Regionallidze Nordost).

## Historia
- 06.06.1889 – został założony jako TuFC Viktoria 89 Berlin
- 1933 – zmienił nazwę na Berliner FC Viktoria 89
- 1937 – zmienił nazwę na BFC Viktoria 89 Berlin
- 1945 – został rozwiązany
- 1945 – został na nowo założony jako SG Tempelhof
- 1948 – zmienił nazwę na BFC Viktoria 89 Berlin
- 2013 – został rozwiązany na skutek fuzji z Lichterfelder FC

## Sukcesy
- mistrzostwo Niemiec: 1894, 1908 i 1911
- wicemistrzostwo Niemiec: 1907 i 1909
- 16 sezonów w Oberlidze Berlin (1. poziom): 1946/47 i 1948/49-1962/63.
- 2 sezony w Regionallidze Nord (2. poziom): 1964/65-1965/66.
- mistrzostwo Berlina: 1893, 1894, 1895, 1896, 1897, 1902, 1907, 1908, 1909, 1911, 1913, 1916, 1919, 1934, 1955 i 1956
- Puchar Berlina: 1907, 1908, 1909, 1926, 1927 i 1953